# NGC 5209
NGC 5209 est une galaxie elliptique située dans la constellation de la Vierge. Sa vitesse par rapport au fond diffus cosmologique est de 7 301 ± 21 km/s, ce qui correspond à une distance de Hubble de 107,7 ± 7,5 Mpc (∼351 millions d'al). NGC 5209 a été découverte par l'astronome germano-britannique William Herschel  en 1784.
NGC 5209 une galaxie active (AGN) une radiogalaxie à spectre continu (Flat-Spectrum Radio Source).
À ce jour, une mesure non basée sur le décalage vers le rouge (redshift) donne une distance d'environ 107,000 Mpc (∼349 millions d'al). Cette valeur est à l'intérieur des valeurs de la distance de Hubble.